# Romanita
Romanita es un género de insecto coleóptero de la familia Chrysomelidae.

## Especies
Las especies de este género son:
- Romanita amazonica Bechyne, 1958
- Romanita fasciata (Weise, 1921)
- Romanita maculipennis Bechyne, 1958
- Romanita ornata Bechyne, 1958
- Romanita vittata Bechyne, 1958